# Albina di Cesarea
Albina di Cesarea (Cesarea marittima, 238 – Cesarea marittima, 250), riconosciuta come santa e martire dalla Chiesa cattolica, fu molto venerata nell'antichità come esempio di vergine cristiana coraggiosa anche se giovanissima.

## Agiografia
Nata a Cesarea e appartenente alla gens Albina, un'antica stirpe romana, era una fanciulla molto bella e nota in città perché dotata di grande intelligenza, ma anche di grande pietà verso il prossimo. 
Quando l'imperatore Decio, al potere dal 249 al 251, decise di restaurare e promuovere la religione romana, stabilì l'obbligo per tutti i cittadini romani di sacrificare agli dei dello Stato; in cambio avrebbero ricevuto un libellus, una sorta di certificato attestante l'espletamento del sacrificio.
Albina si rifiutò di sacrificare agli dei dichiarando: «Io mai cesserò di confessare la mia fede in Cristo, mio Signore, nel quale confida l'anima mia ed in onore del quale io elevo la mia lode».
Fu quindi decapitata, e il suo corpo, posto in un'imbarcazione assieme a quello di altri cristiani, fu lasciato andare alla deriva nel Mediterraneo, approdando alla spiaggia di Scauri, dove fu pietosamente raccolto e seppellito a Gaeta insieme a quello di Erasmo di Formia.

## Culto
Il culto di sant'Albina fu diffuso nell'antichità nell'area di Gaeta, ed essa era spesso paragonata a Reparata di Cesarea di Palestina, infatti a Scauri di Minturno esiste una parrocchia a lei dedicata.
Il Martirologio romano fissa la memoria liturgica il 16 dicembre.